# آية الطاعة
آية الطاعة أو آية اولي الأمر هي الآية التاسعة والخمسين من سورة النساء في القرآن الكريم؛ وهي التي يستدل بها الشيعة على عصمة أئمتهم من أهل البيت. والآية هي:
﴿يَا أَيُّهَا الَّذِينَ آمَنُوا أَطِيعُوا اللَّهَ وَأَطِيعُوا الرَّسُولَ وَأُولِي الْأَمْرِ مِنْكُمْ فَإِنْ تَنَازَعْتُمْ فِي شَيْءٍ فَرُدُّوهُ إِلَى اللَّهِ وَالرَّسُولِ إِنْ كُنْتُمْ تُؤْمِنُونَ بِاللَّهِ وَالْيَوْمِ الْآخِرِ ذَلِكَ خَيْرٌ وَأَحْسَنُ تَأْوِيلًا ۝٥٩﴾ [النساء:59]

يخاطب الله تعالى في هذا المقطع من الآية الشريفة جميع المؤمنين في أقطار العالم وفي جميع الأزمنة والأعصار إلى يوم القيامة بتقديم الطاعة المطلقة لثلاثة من الأولياء :
الأوّل : إطاعة الله تعالى، ثمّ إطاعة النبي، والثالث إطاعة أولي الأمر.

## من هم أولي الأمر
يعتقد جميع علماء الشيعة، بأنّ المراد من اُولي الأمر هم المعصومون ولا يمكن أن يكون في كلّ زمان إلاّ شخص واحد معصوم، وهذا الشخص كان في زمن نزول القرآن وبعد رحيل النبي الأكرم(صلى الله عليه وسلم) هو أميرالمؤمنين علي بن أبي طالب وبعده أحد عشر من ذرّيته من الأئمّة المعصومين .واشارت روايات كثيرة إلى ذلك، منها:
روي عن جابر بن عبد الله الانصاري  في  بحار الأنوار: 
| آية الطاعة | سألت النبي (ص) عن قوله : « يا أيها الذين آمنوا أطيعوا الله وأطيعوا الرسول » عرفنا الله ورسوله، فمن اولي الامر؟ قال: هم خلفائي يا جابر وأئمة المسلمين بعدي، أوّلهم عليّ بن أبي طالب ثم الحسن ثم الحسين، ثم علي بن الحسين، ثم محمد بن علي....». | آية الطاعة |

روي عن أبي بصير  في  تفسير الميزان: 
| آية الطاعة | عن الإمام الباقر:الأئمة هم من ولد على وفاطمة إلى أن تقوم الساعة. | آية الطاعة |

روي عن ابان بن ابى عياش  في  شواهد التنزيل: 
| آية الطاعة | قال: حدثنى سليم بن قيس الهلالى عن على قال: قال رسول الله (ص): شركائى الذين قرنهم الله بنفسه وبى وانزل فيهم «يا ايها الذين آمنوا اطيعوا الله واطيعوا الرسول...» فقلت: يا نبى الله من هم؟ قال: انت اولهم. | آية الطاعة |

روي عن عبد الله بن عجلان  في   تفسير العياشي: 
| آية الطاعة | عن أبي جعفر الباقر في قوله «أطيعوا الله وأطيعوا الرسول وأولي الأمر منكم» قال: هي في علي وفى الأئمة جعلهم الله مواضع الأنبياء غير أنهم لا يحلون شيئا ولا يحرمونه . | آية الطاعة |

روي عن حكيم  في   تفسير العياشي: 
| آية الطاعة | قلت لأبي عبد الله : جعلت فداك أخبرني عن أولي الأمر الذين أمر الله بطاعتهم؟ فقال لي: أولئك علي بن أبي طالب والحسن والحسين وعلي بن الحسين ومحمد بن علي وجعفر أنا، فاحمدوا الله الذي عرفكم أئمتكم وقادتكم حين جحدهم الناس. | آية الطاعة |

## عصمة أولي الأمر

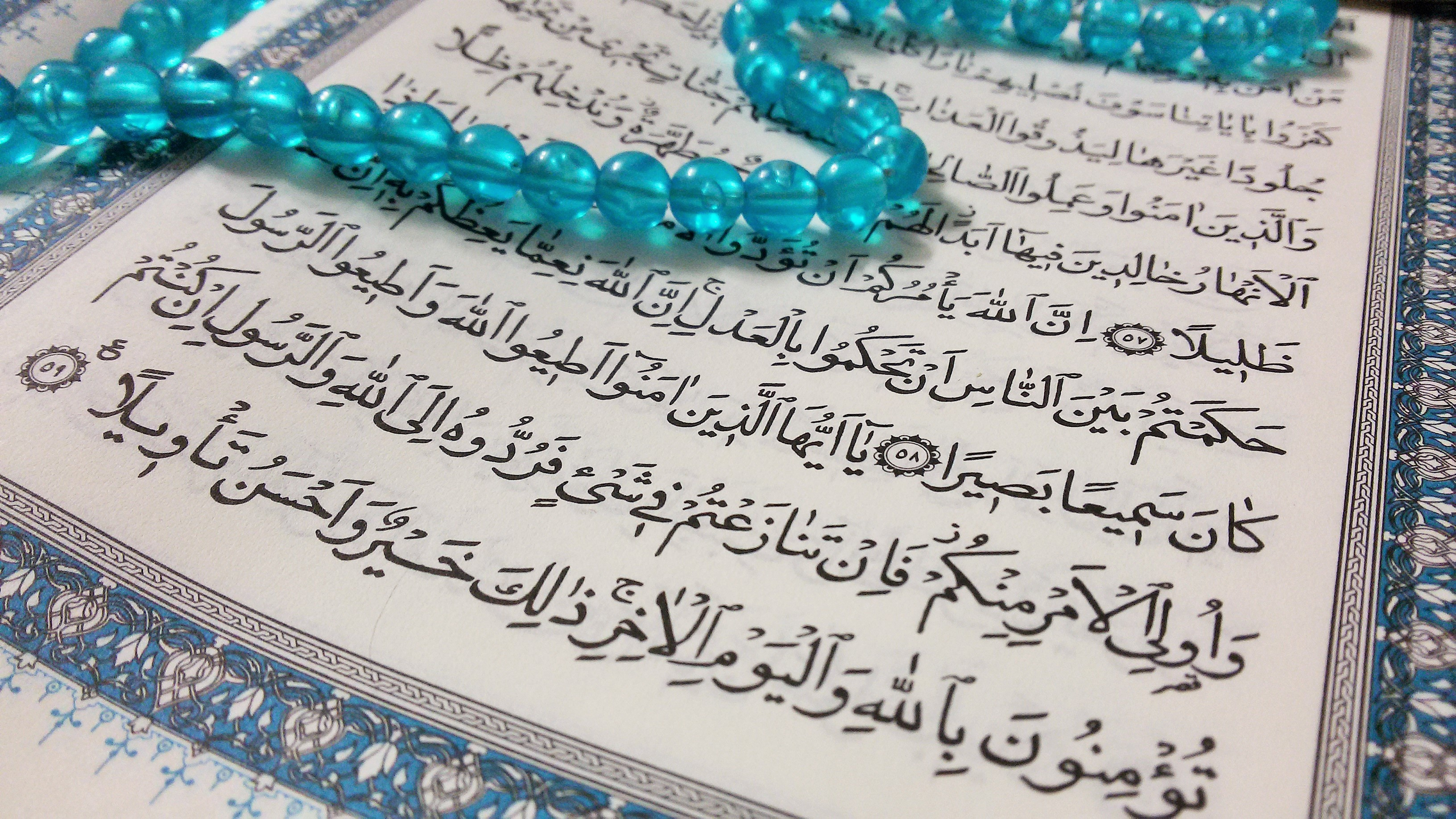
آية أولي الأمر

يعتقد جميع مفسروا الشيعة إنّ هذه الآية تدلّ على عصمة أُولي الأمر ودليل ذلك:
- إنّ الله تعالى أوجب طاعة أُولي الأمر على الإطلاق كطاعته وطاعة الرسول، وساواهم في وجوب الإطاعة ولم تقيّدها بقيد وشرط معيّن، وذلك لا يتمّ إلاّ بعصمة أُولي الأمر عن ارتكاب الزلل والخطأ، فإنّ غير المعصوم أخطأ يجب عدم اتباعه وطاعته، ولا يمكن الأمر بشيء قد نهى عنه؛ لأنه يلزم منه التناقض .[5]
- إنّ عدم ذكر أُولي الأمر في قوله تعالى:« فَرُدُّوهُ إِلَى اللَّهِ وَالرَّسُولِ» لا يدلّ على عدم إرادتهم، بعد أن ذكرهم تعالى في صدر الآية، وساواهم في وجوب الإطاعة لهم على حدّ إطاعته وإطاعة رسوله(ص), واكتفى عن ذكرهم ثانياً بما ذكرهم أوّلاً، وذلك لجواز الحذف اعتماداً على قرينة ذكره سابقاً. ويؤيّد ذلك قول سبحانه تعالى في آية 83 من سورة النساء:«وَلَو رَدّوه إلى الرَّسول وَإلَى أولي الأَمر منهم لَعَلمَه الَّذينَ يَستَنبطونَه منهم».[6][7]

وأيضاً الفخر الرازي من علماء السنة يذكر في تفسيره بدلالة الآية على عصمة الرسول واولي الأمر.